# تراموا آنژه
تراموا آنژه (فرانسوی: Tramway d'Angers‎) سیستم تراموا در شهر آنژه، فرانسه است.
این تراموا که در سال ۲۰۱۱ تأسیس شده دارای ۱ خط، ۲۵ ایستگاه و ۱۲ کیلومتر طول می‌باشد.

## نگارخانه

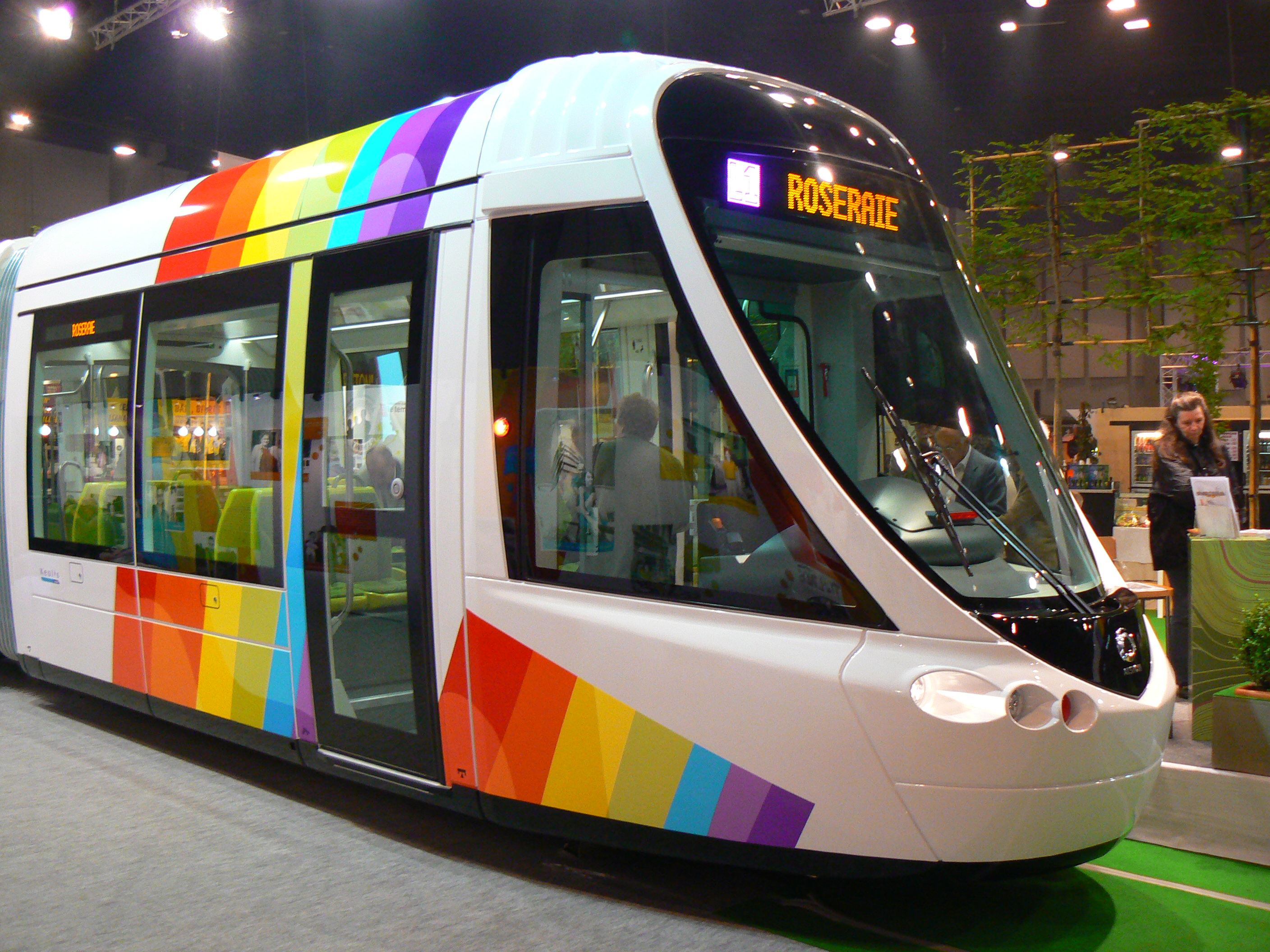
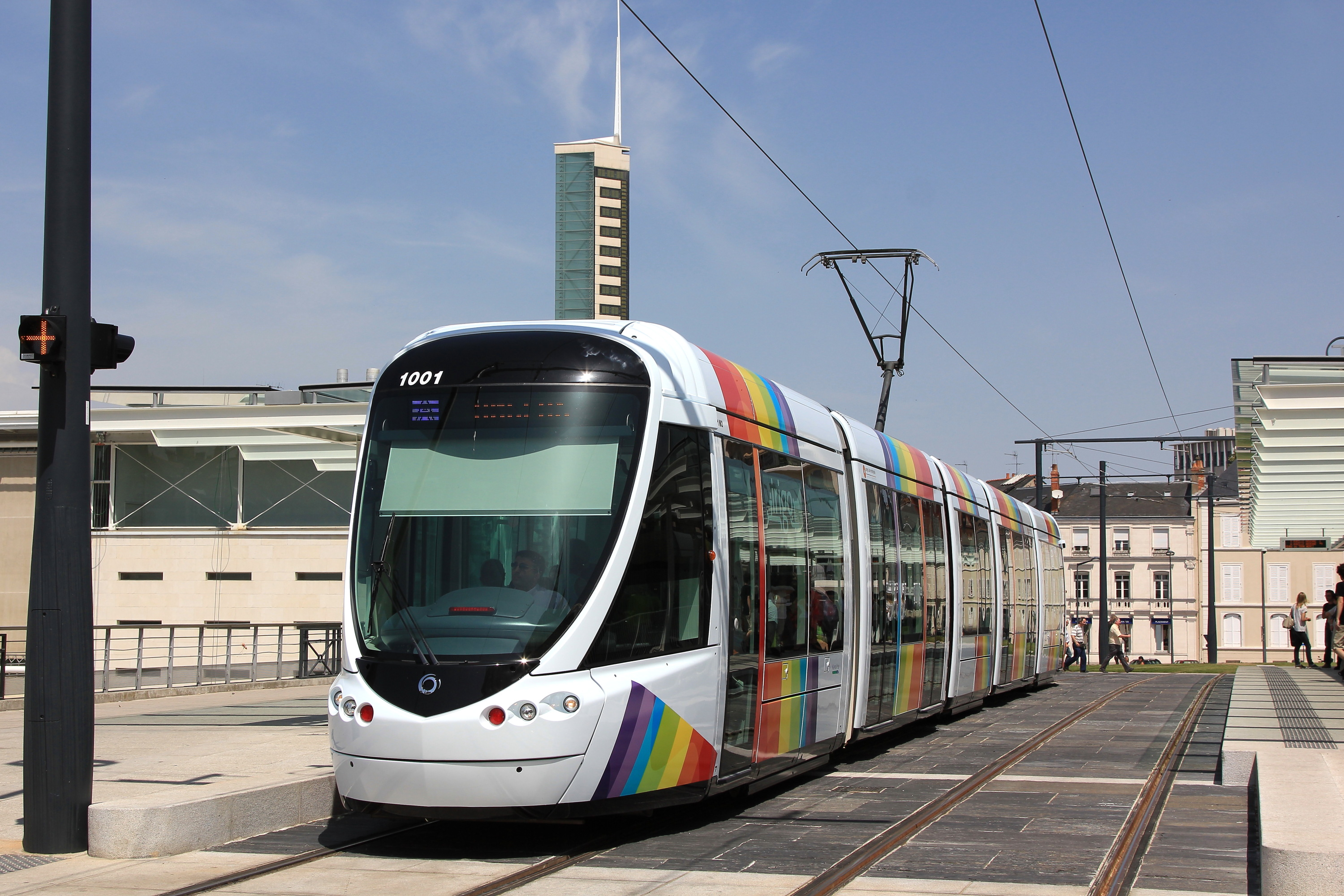